# باتريك كالامبي
باتريك كالامبي (بالإيطالية: Patrick Kalambay)‏ هو لاعب كرة قدم إيطالي في مركز الوسط، ولد في 6 يناير 1984 في أنكونة في إيطاليا. لعب مع إيه سي ميلان ونادي أنكونا ونادي تريستينا ونادي كومو ونادي لوميتساني.